# Rivière Salamandre
Pour les articles homonymes, voir Salamandre.
La rivière Salamandre est un tributaire de la rive sud de la rivière Broadback laquelle coule vers l'ouest jusqu'à la baie de Rupert, située au sud de la baie James. La rivière Salamandre coule dans la municipalité de Eeyou Istchee Baie-James, dans la région administrative du Nord-du-Québec, au Québec, au Canada.
Le bassin versant de la rivière Salamandre comporte peu routes forestières carrossables ; toutefois, la route du Nord venant de Matagami passe à 38,8 km au sud-est du lac Salamandre. La surface de la rivière est habituellement gelée du début novembre à la mi-mai, toutefois la circulation sécuritaire sur la glace se fait généralement de la mi-novembre à la mi-avril.

## Géographie
Les bassins versants voisins de la rivière Salamandre sont :
- Côté nord : rivière Broadback ;
- Côté est : rivière Broadback, lac Quénonisca, lac Rocher, rivière Nipukatasi ;
- Côté sud : lac Salamandre, lac Quénonisca, lac Opataouaga ;
- Côté ouest : lac Ouagama, lac Evans.

La rivière Salamandre prend sa source à la confluence de deux ruisseaux forestiers à 290 m d'altitude. Cette source est située à :
- 35,9 km au sud-est de l'embouchure de la rivière Salamandre (confluence avec la rivière Broadback ;
- 23,1 km au sud-est du lac Evans ;
- 122,5 km au nord-est du centre-ville de Matagami.

À partir de sa source, la rivière Salamandre coule sur 47,3 km selon les segments suivants :
- 14,9 km vers l'est, jusqu'à la rive ouest du lac Salamandre ;
- 14,0 km vers le nord-est en traversant le lac Salamandre (longueur : 14,4 km ; altitude : 265 m). Note : Le lac Salamandre s'avère le principal plan d'eau alimentant la rivière Salamandre ;
- 8,4 km vers le nord, en formant une courbe vers le nord-est, jusqu'à la confluence d'une rivière (venant du sud-ouest) ;
- 10,0 km vers le nord, jusqu'à son embouchure[2].

L'embouchure de la rivière Salamandre se déverse sur la rive sud de la rivière Broadback, à 16,1 km en amont du lac Evans. Cette confluence est située à 9,3 km à l'ouest du sommet du Mont Rabbit (altitude : 390 km).

## Toponymie
Jadis, la rivière Salamandre était désigné rivière Whitefish et rivière du Poisson Blanc.
Le toponyme rivière Salamandre a été officialisé le 5 décembre 1968 à la Commission de toponymie du Québec.